# 恵庭駅

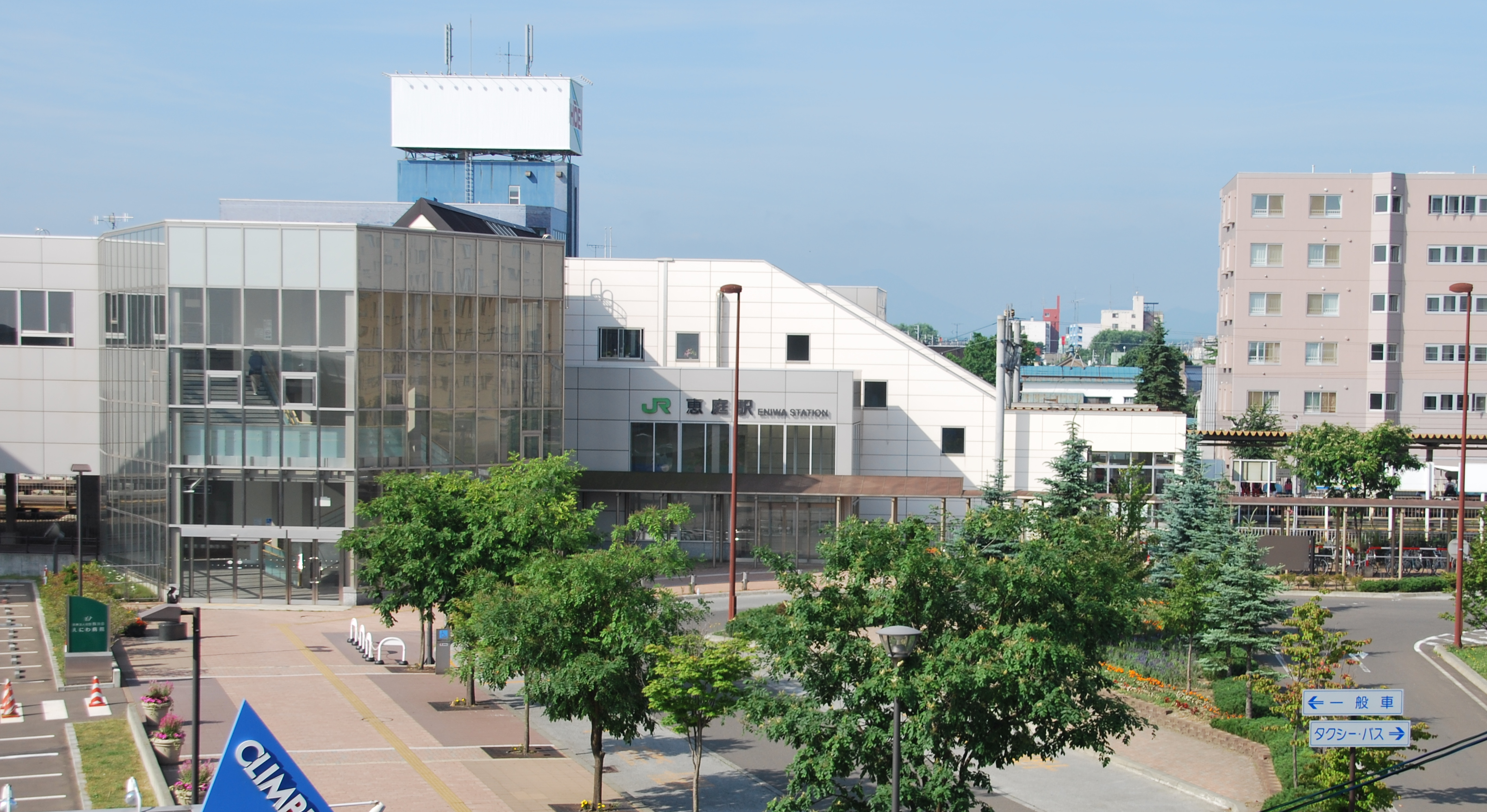
東口（2012年7月）

恵庭駅（えにわえき）は、北海道恵庭市相生町にある北海道旅客鉄道（JR北海道）千歳線の駅。恵庭市の代表駅である。駅番号はH10。電報略号はエニ。事務管理コードは▲131407。副駅名は「北海道文教大学前」。「エアポート」は特別快速を除き停車する。かつては急行「ちとせ」のごく一部が停車していたことがある。

## 歴史

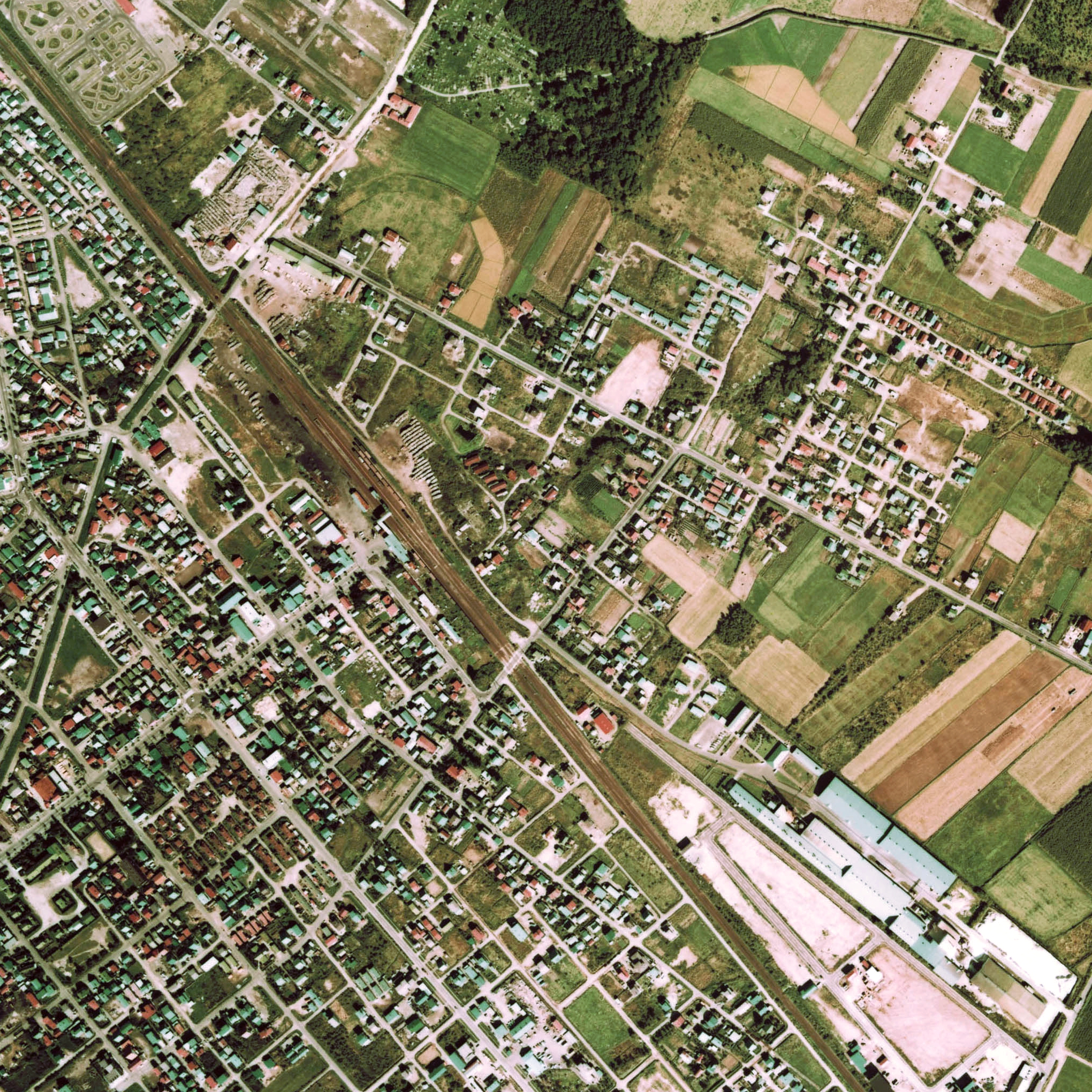
1976年の恵庭駅と周囲約1 km範囲。左上が札幌方面。島式ホーム1面2線で駅舎前にホームはなく副本線が敷かれて貨車が留置されている。駅舎横の札幌側に高床貨物ホーム、そのさらに北に主に石炭受入用と思われるヤードへそれぞれ引込み線、駅裏の副本線の外側に3本の留置線、そこから駅裏北側の木材土場用の積込線が本線に沿って左上の自動車教習所近くまで伸びる。また留置線の南側通路線からは石膏ボード建材メーカーへ専用線が引き込まれている。

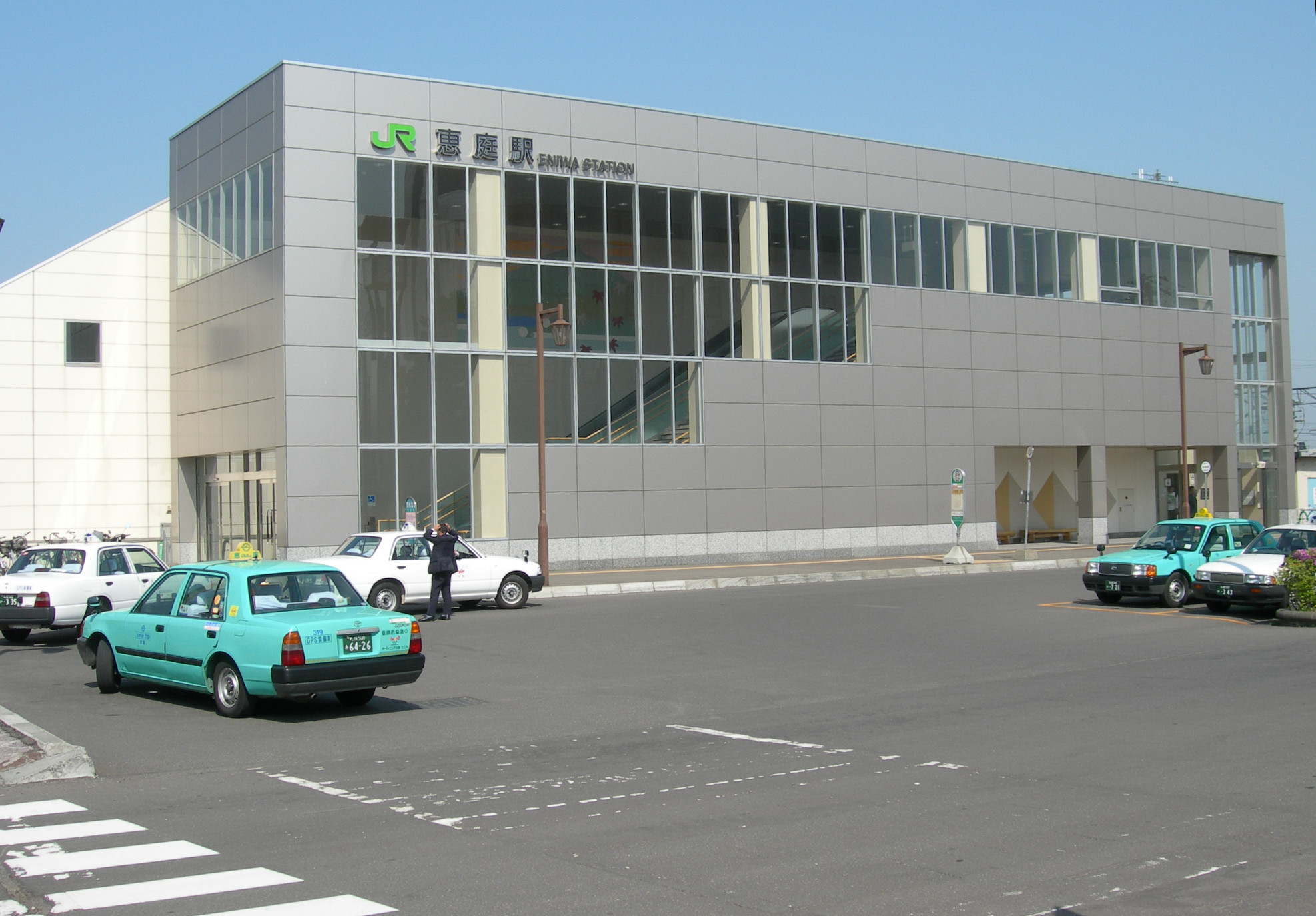
空中歩廊開通前の西口（2007年5月）

- 1926年（大正15年）8月21日：北海道鉄道札幌線の駅として開業[1]。一般駅。
- 1927年（昭和2年）5月14日：王子製紙が漁川水力発電所の建設資材運搬のため当駅-盤尻（ウシの沢土場）間14.4 km軌道敷設認可を受ける[5]。
- 1931年（昭和6年）1月19日：帝室林野局札幌支局（後の林野庁札幌営林局）が王子製紙の軌道を買収し恵庭森林鉄道開設[5]。
- 1936年（昭和11年）10月5日：沿線で陸軍特別大演習が行われる。昭和天皇乗車のお召し列車が苗穂駅 - 恵庭駅間で往復運行[6]。
- 1943年（昭和18年）8月1日：戦時買収により札幌線が国有化。鉄道省千歳線の駅となる[1]。
- 1948年（昭和23年）6月1日：公共企業体日本国有鉄道（国鉄）が発足する。
- 1954年（昭和29年）5月：駅舎改築[7]。
- 1955年（昭和30年）11月：恵庭森林鉄道軌道撤去[注釈 1][5]。
- 1963年（昭和38年）10月：住鉱吉野石膏北海道工場（現在の北海道吉野石膏）操業開始[注釈 2][8]。
- 1965年（昭和40年）9月22日：千歳方面複線化供用開始[9]。
- 1966年（昭和41年）
  - 9月7日：北広島方面複線化供用開始[9]。
  - 12月26日：跨線橋設置[10]。
- 1980年（昭和55年）5月：千歳駅が高架化され旅客駅になるに伴い、従来の千歳駅扱い貨物を当駅へ移管[11]。
- 1984年（昭和59年）2月1日：貨物扱い廃止[12]。
- 1985年（昭和60年）3月14日：荷物扱い廃止[12]。
- 1986年（昭和61年）8月1日：橋上駅舎化され、島式1面2線から相対式2面2線に切り替わる[新聞 1]。
- 1987年（昭和62年）4月1日：国鉄分割民営化により、JR北海道に継承[1]。
- 1998年（平成10年）12月14日：自動改札機を設置し、供用開始[13]。
- 2002年（平成14年）3月16日：快速「エアポート」の停車駅となる[14][15]。駅自動放送設置。
- 2004年（平成16年）
  - 3月：液晶ディスプレイ式の新型自動旅客案内放送装置を設置[JR北 2]。
  - 3月1日：改札内および東口のエレベーターの供用を開始[新聞 3]。
- 2005年（平成17年）
  - 1月26日：新自由通路、改札外エレベーター、多目的トイレの供用を開始[新聞 4]。
  - 2月1日：改札内のエスカレーター4基が供用開始[新聞 4][16]。
  - 2月21日：自由通路供部分のエスカレーターを使用開始し[新聞 4]、バリアフリー化工事が完了する[新聞 5][新聞 6][新聞 7]。
- 2007年（平成19年）10月1日：駅ナンバリング実施 (H10)[JR北 3]。
- 2008年（平成20年）10月25日：ICカード「Kitaca」使用開始[1]。
- 2014年（平成26年）8月30日：駅構内全面禁煙化[JR北 4]。
- 2015年（平成27年）3月23日：恵庭駅西口空中歩廊開通[JR北 5]。
- 2016年（平成28年）11月1日：駅業務委託[新聞 2][JR北 6]。管理駅業務を島松駅に移管。
- 2019年（令和元年）8月1日：副駅名称として「北海道文教大学前」を設置[JR北 1]。
- 2021年（令和3年）11月30日：キヨスクが閉店。
- 2022年（令和4年）2月24日：セブン-イレブン北海道ST恵庭店開店[17]。

### 駅名の由来
「恵庭市#地名の由来」を参照。

## 駅構造
ホーム有効長128mで相対式2面2線のプラットホームを持つ橋上駅。島松駅が管理し、北海道ジェイ・アール・サービスネットが駅業務を行う業務委託駅であり、みどりの窓口、自動券売機、話せる券売機、自動改札機、エスカレーター、エレベーターを設置している。2002年3月のダイヤ改正まで快速「エアポート」は当駅には停車していなかったため、運転士への注意を促すため、駅手前には「恵庭注意」「快速停車」と記載された注意喚起の標識が設置されている。その後も当駅では度々列車のオーバーランが起こっており、2007年（平成19年）5月から6月にかけて快速「エアポート」が誤って当駅を通過する事故が3回発生している。
橋上駅舎化される前は島式1面2線であった。

### のりば
| 番線 | 路線    | 方向 | 行先                   |
| ---- | ------- | ---- | ---------------------- |
| 1    | ■千歳線 | 上り | 新千歳空港・苫小牧方面 |
| 2    | ■千歳線 | 下り | 札幌・小樽方面         |

（出典：JR北海道：駅の情報検索）

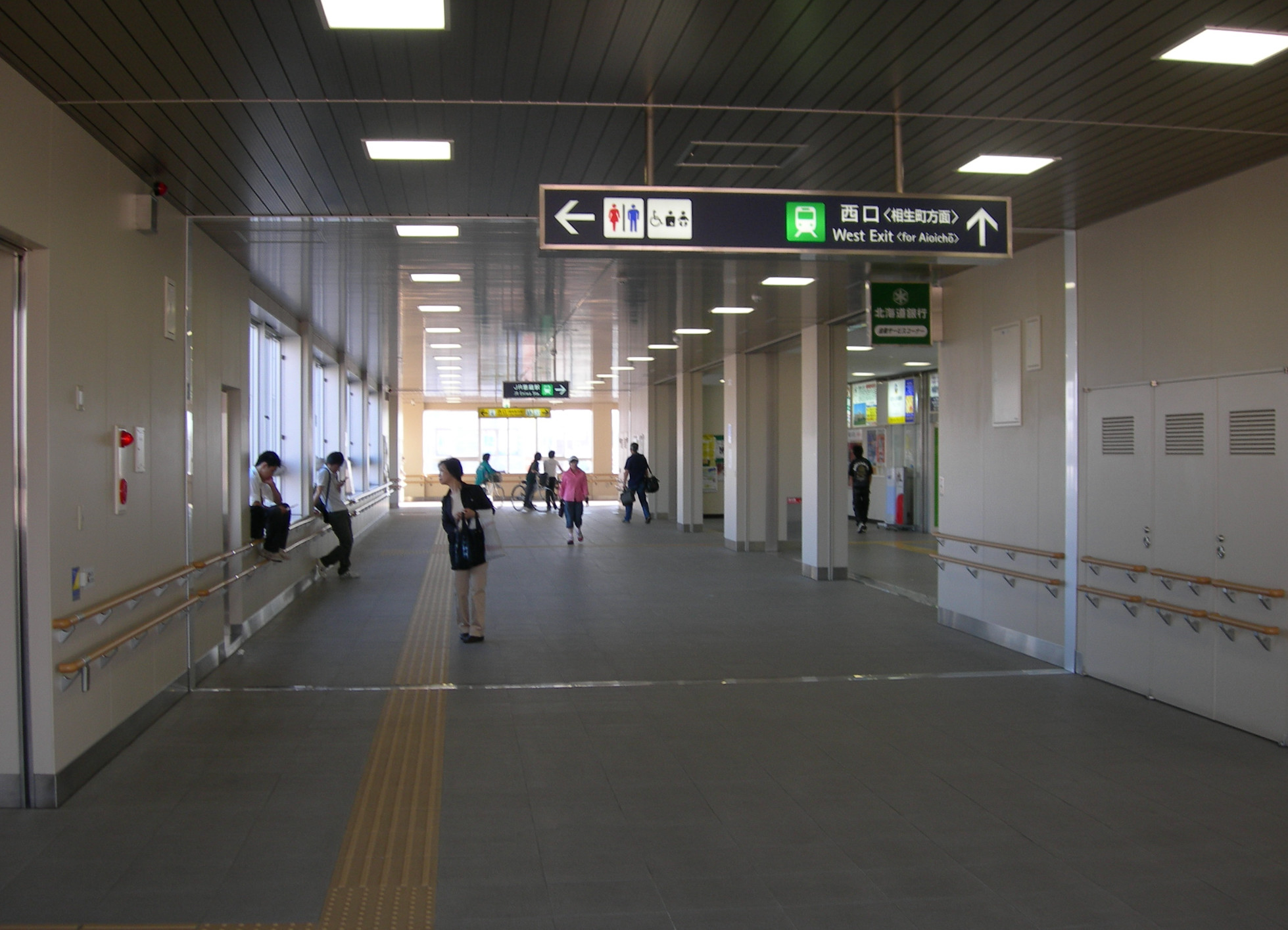
自由連絡通路（2007年7月）
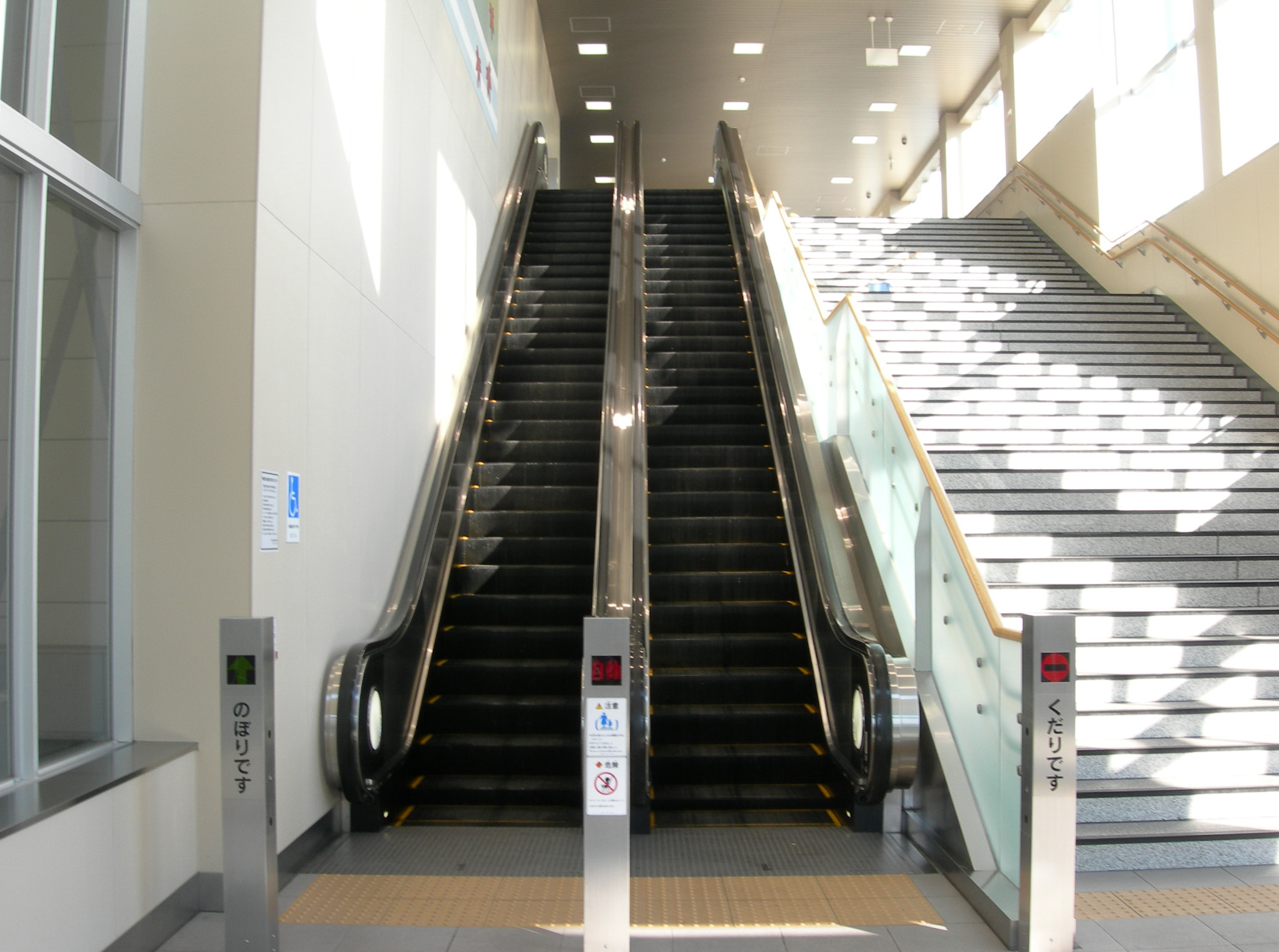
西口のエスカレーター（2007年7月）
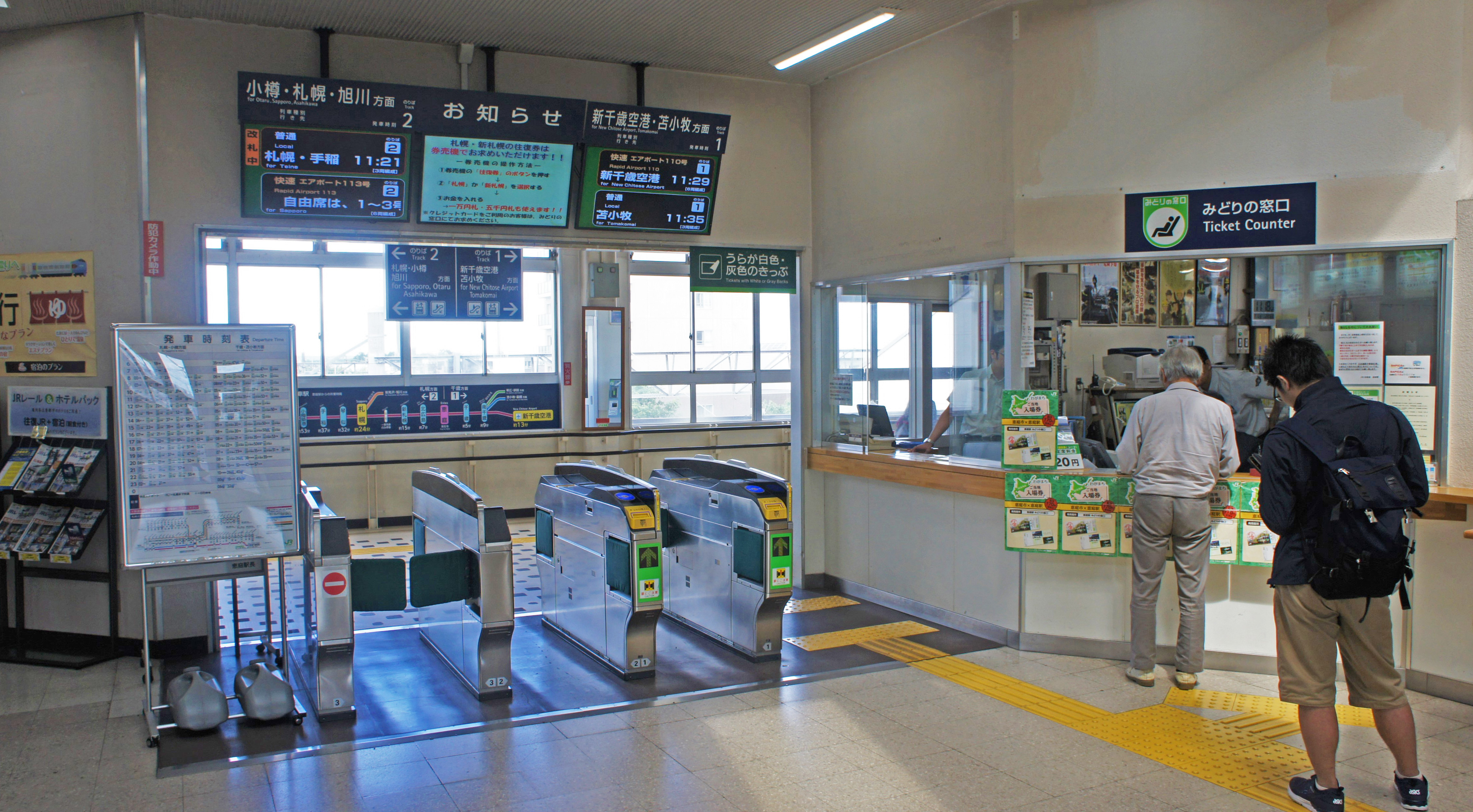
発車標更新前の改札口（2018年9月）
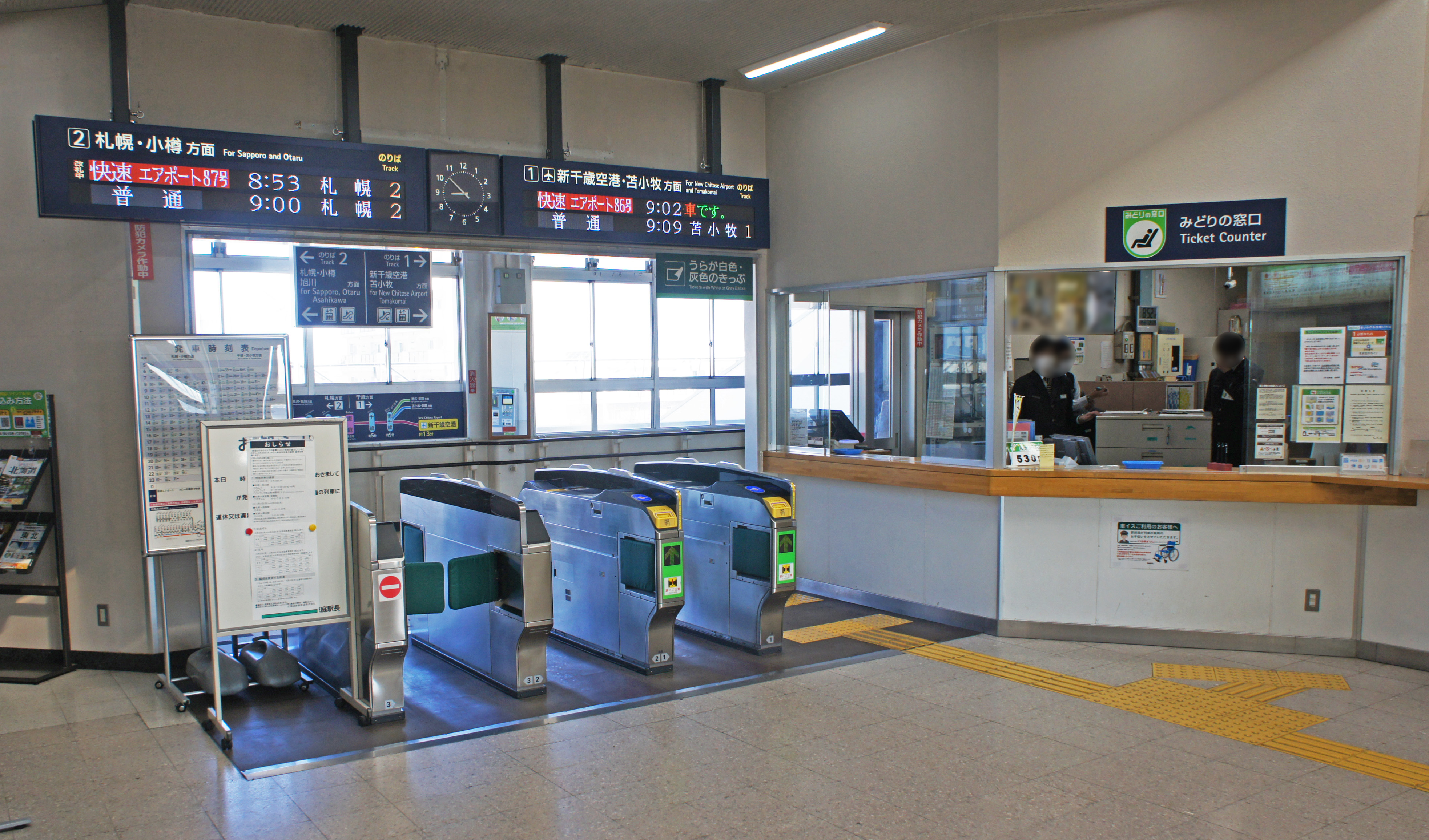
発車標更新後の改札口（2020年3月）
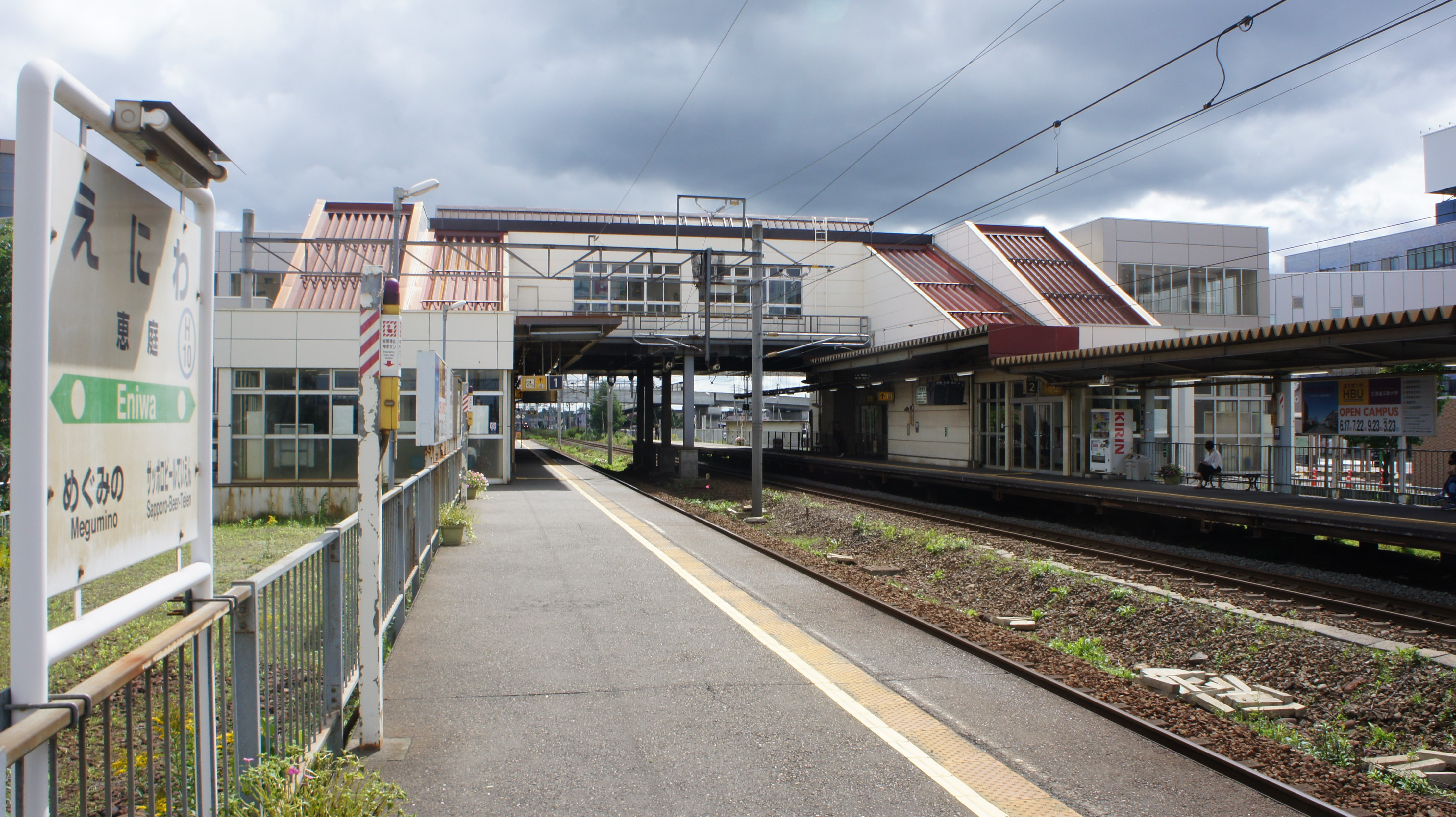
ホーム（2018年9月）
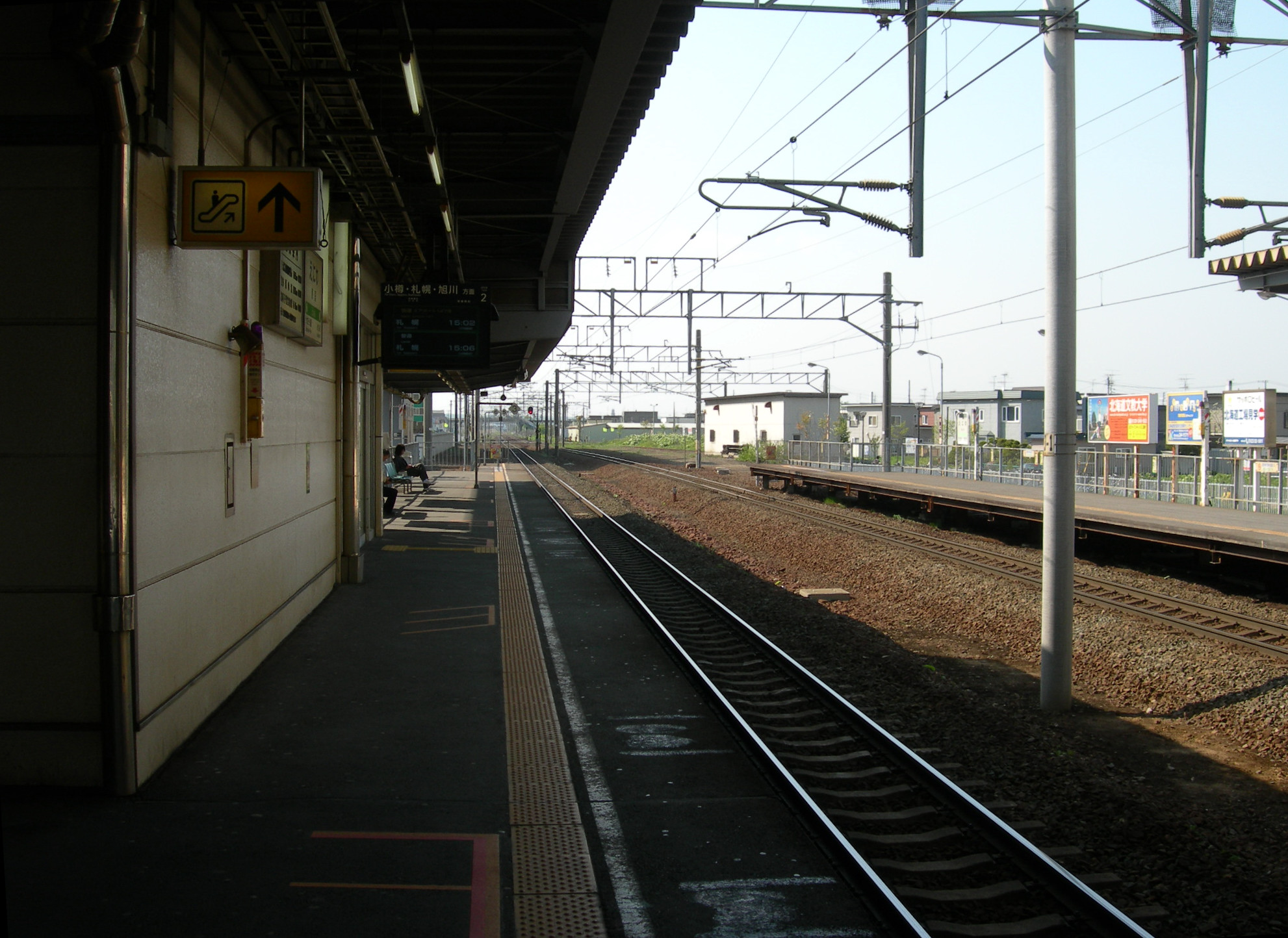
恵み野方を望む（2007年5月）
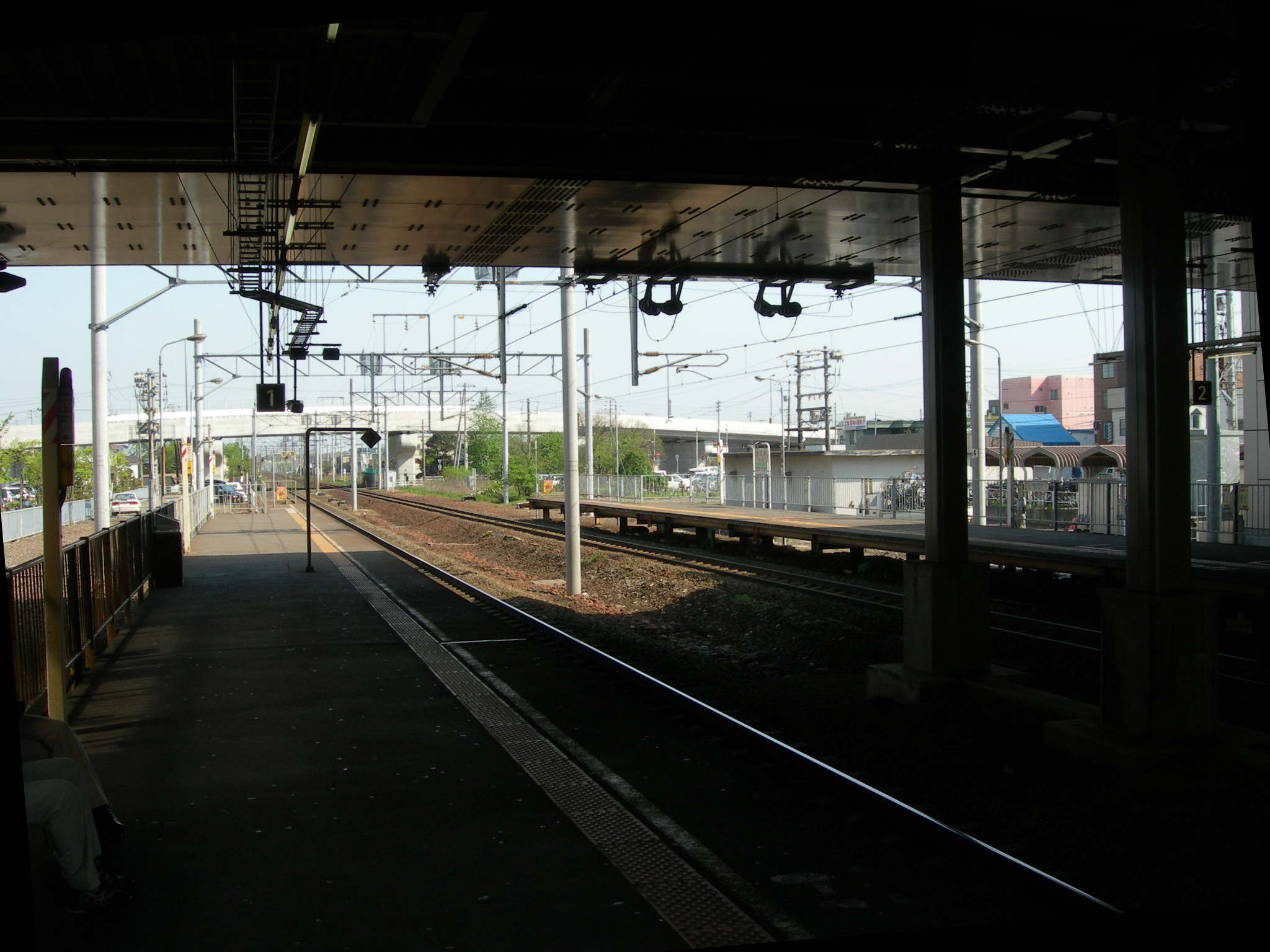
サッポロビール庭園方を望む（2007年5月）
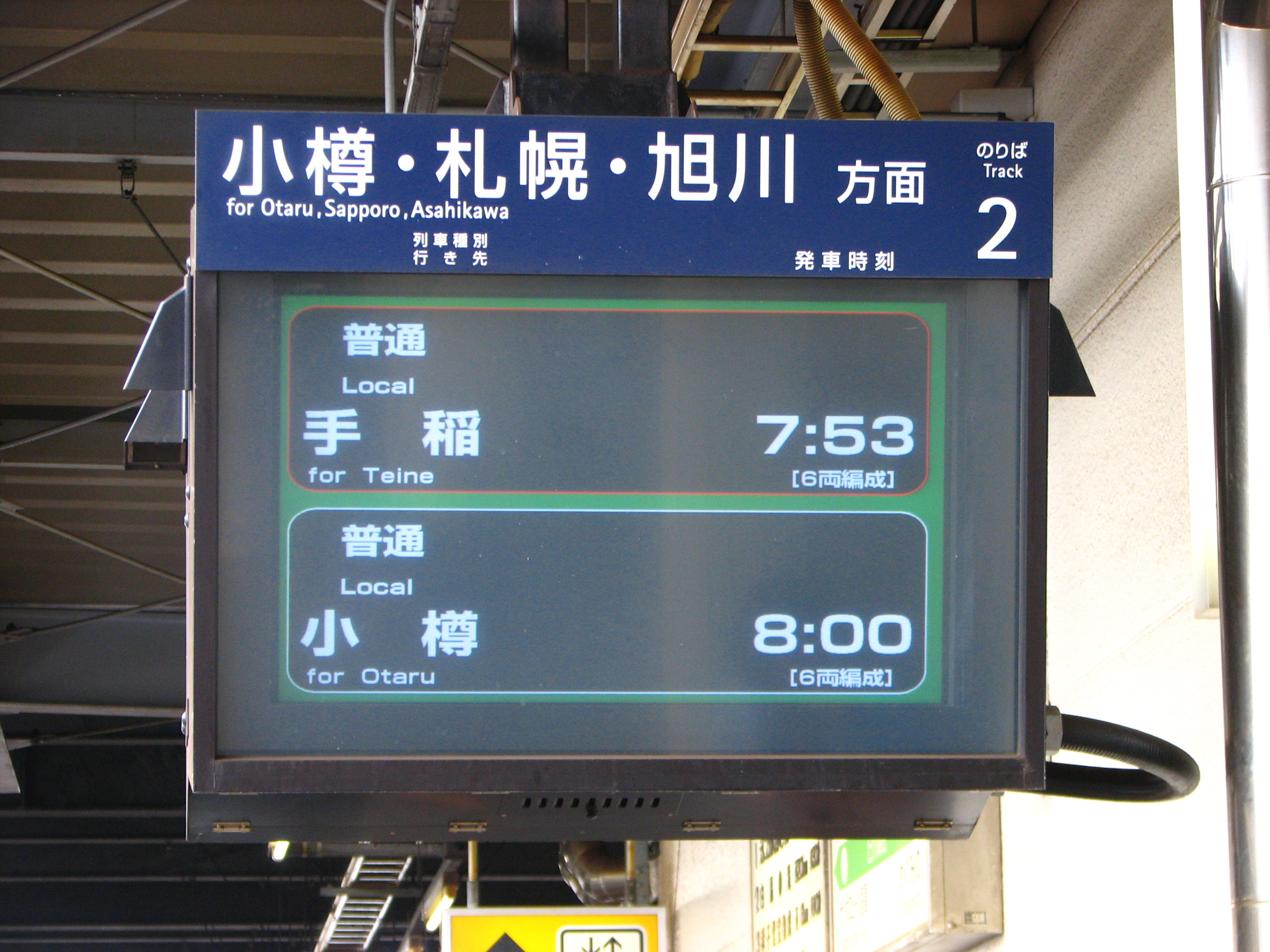
駅ホーム上に設置されていた液晶式発車標（2007年3月）
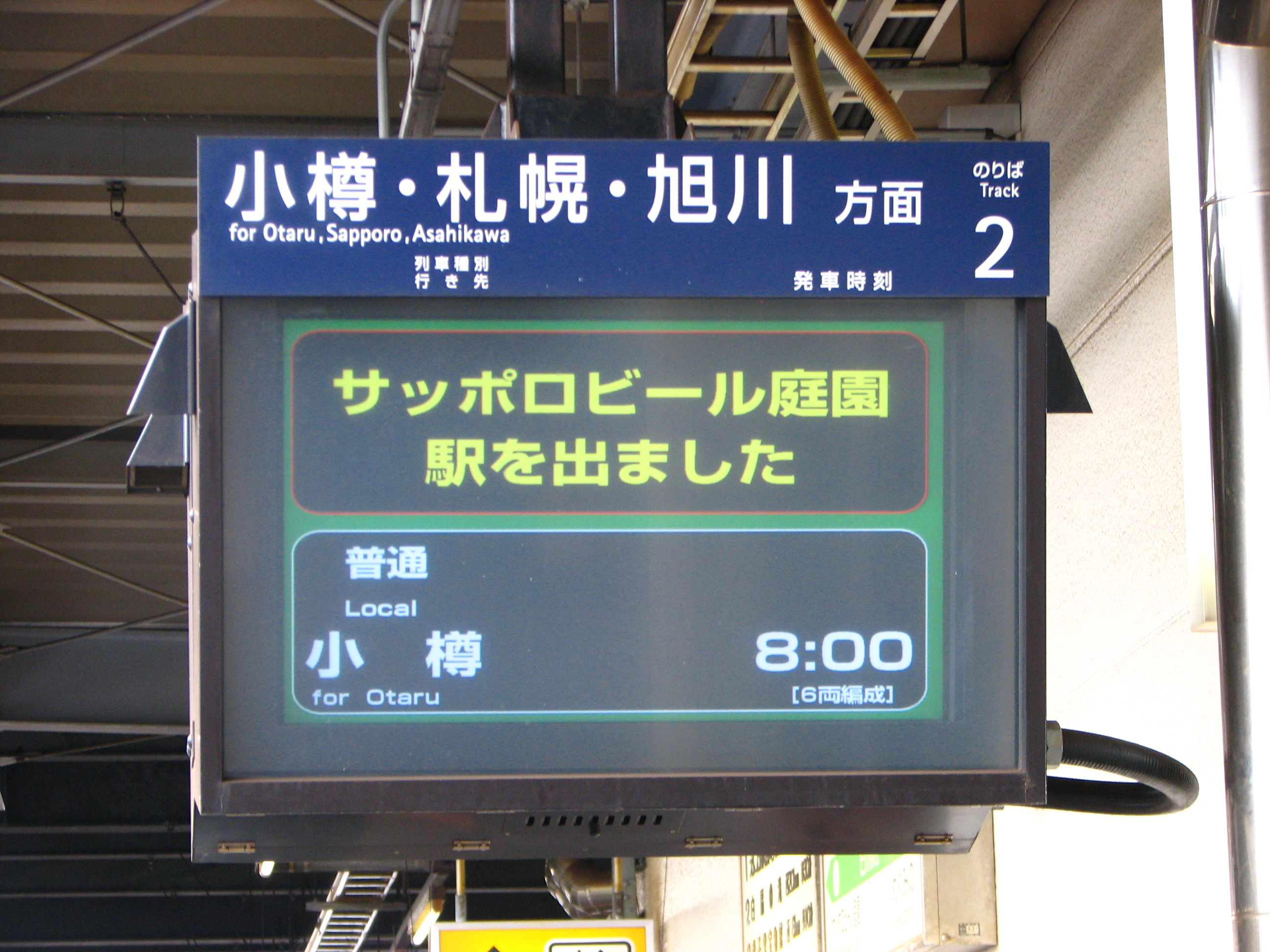
前駅発車時の液晶式発車標の表示（2007年3月）
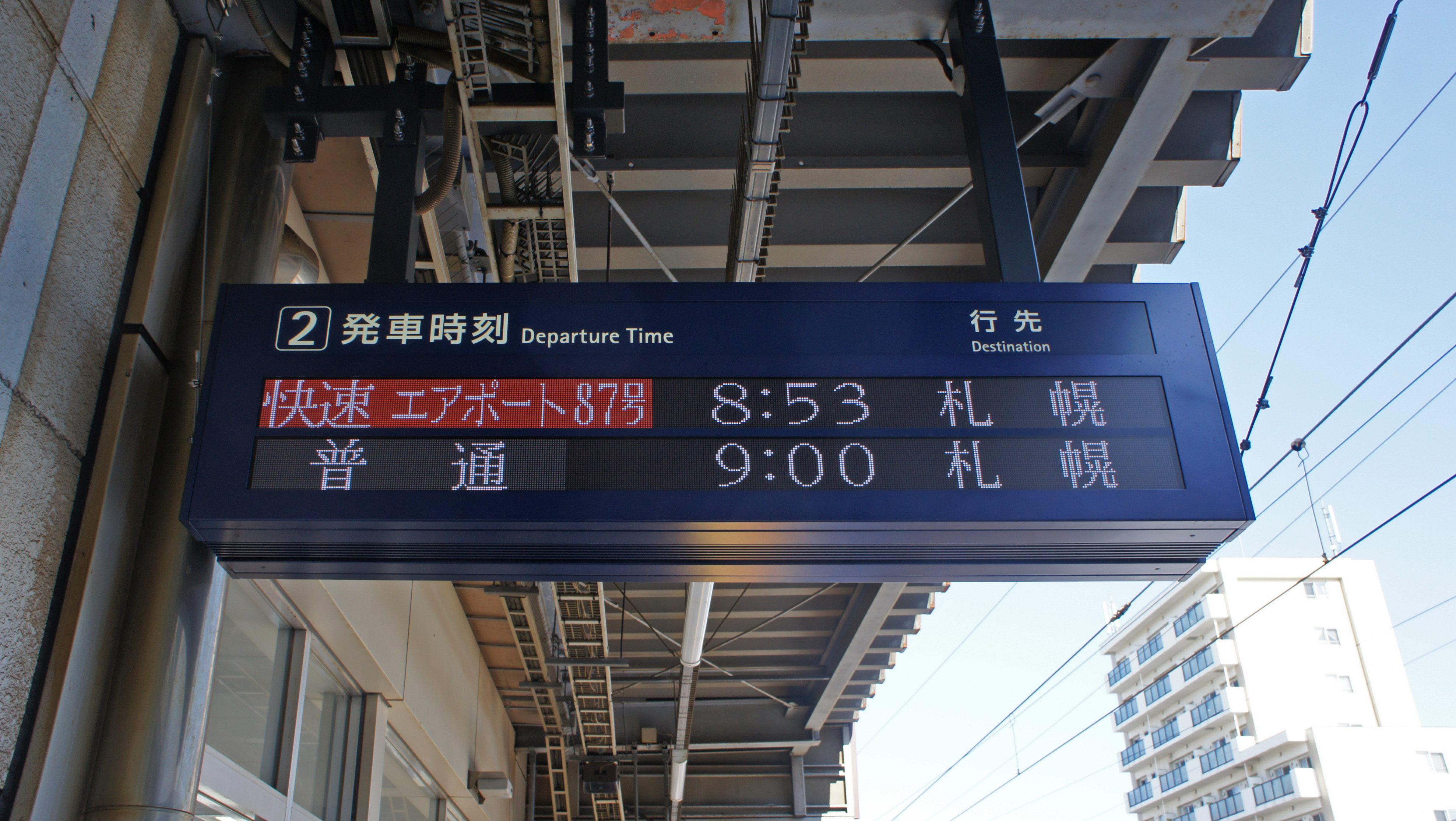
フルカラーLED発車標（2020年3月）
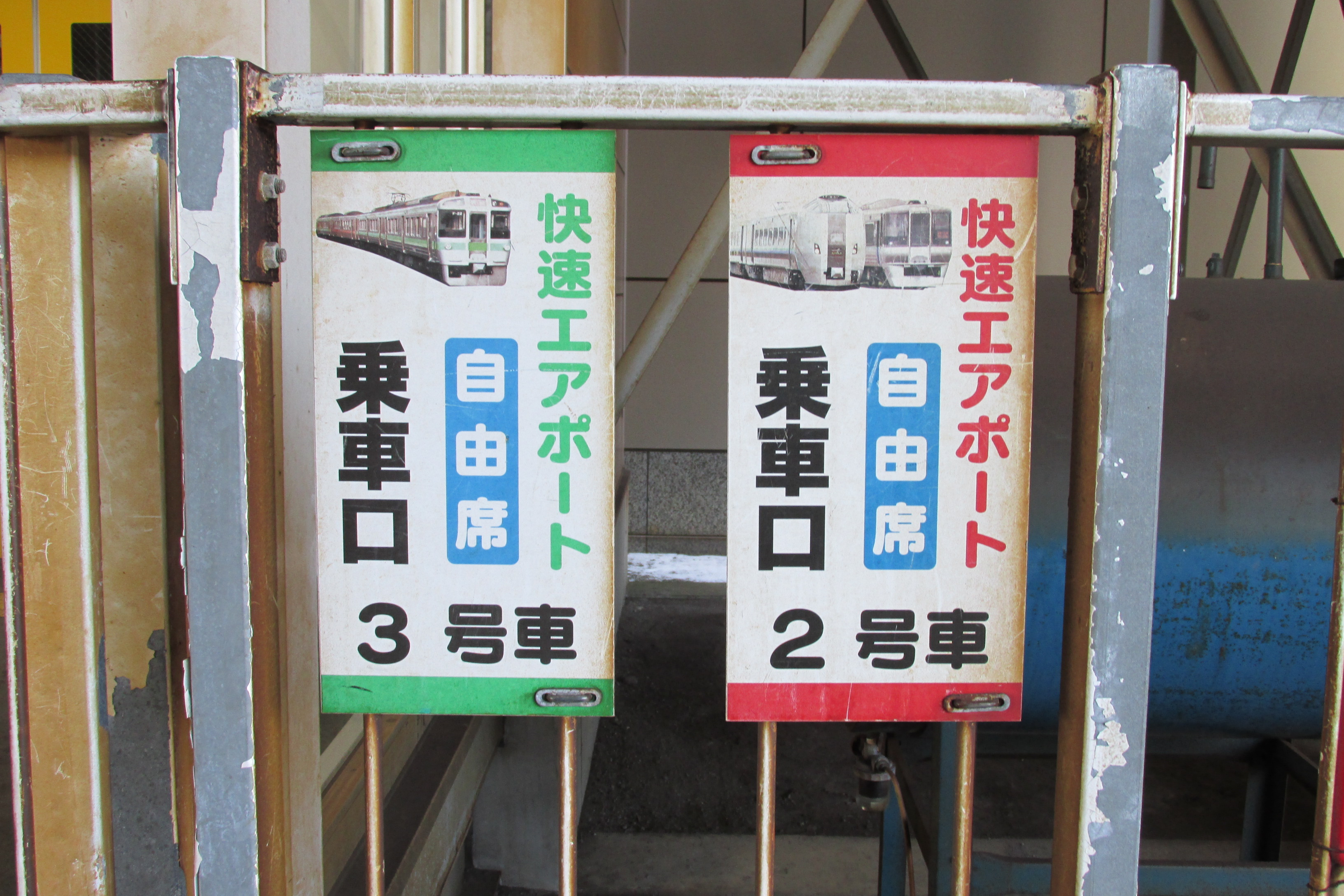
快速エアポート乗車口案内板（2015年1月）
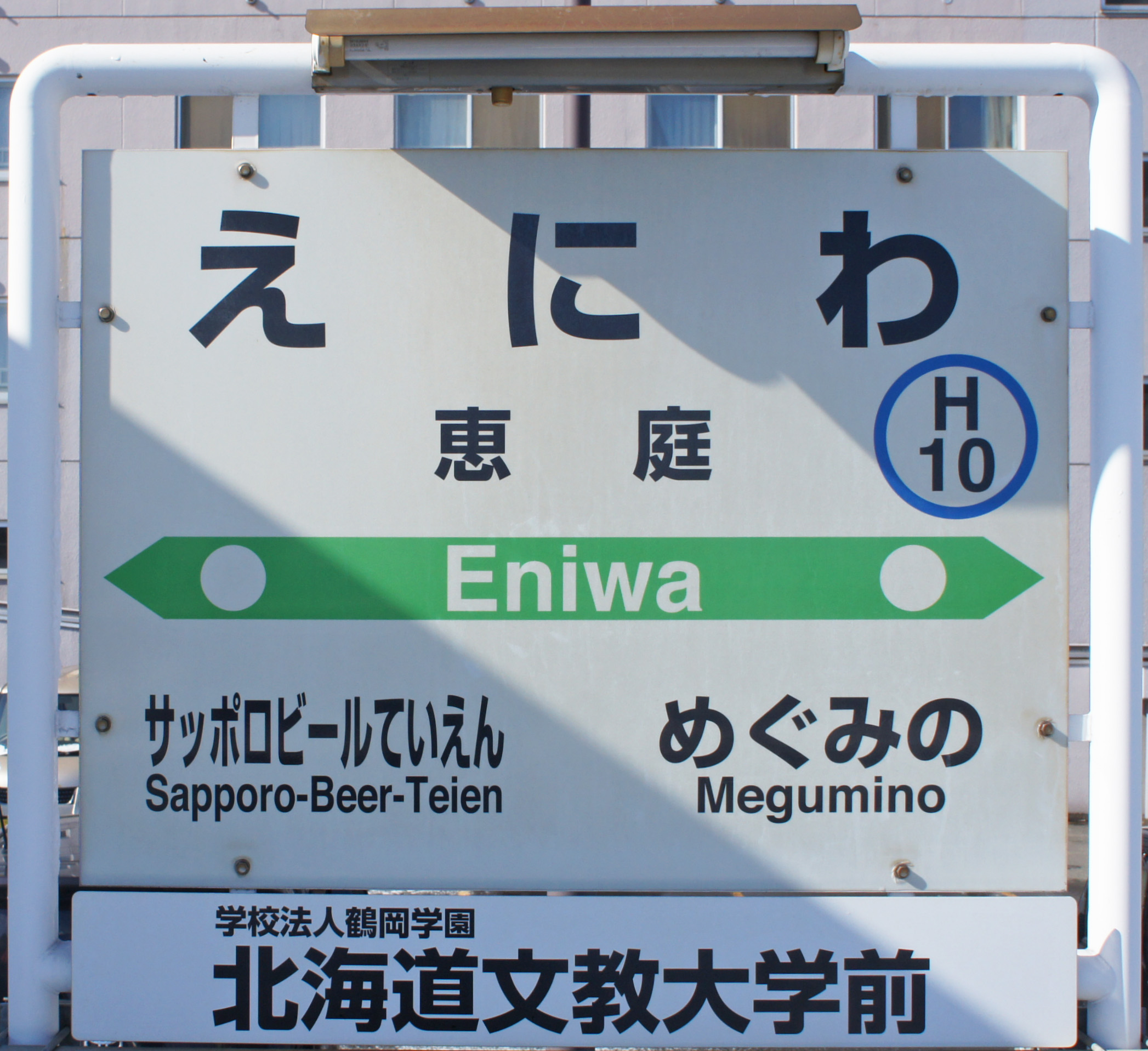
駅名標①（2020年3月）
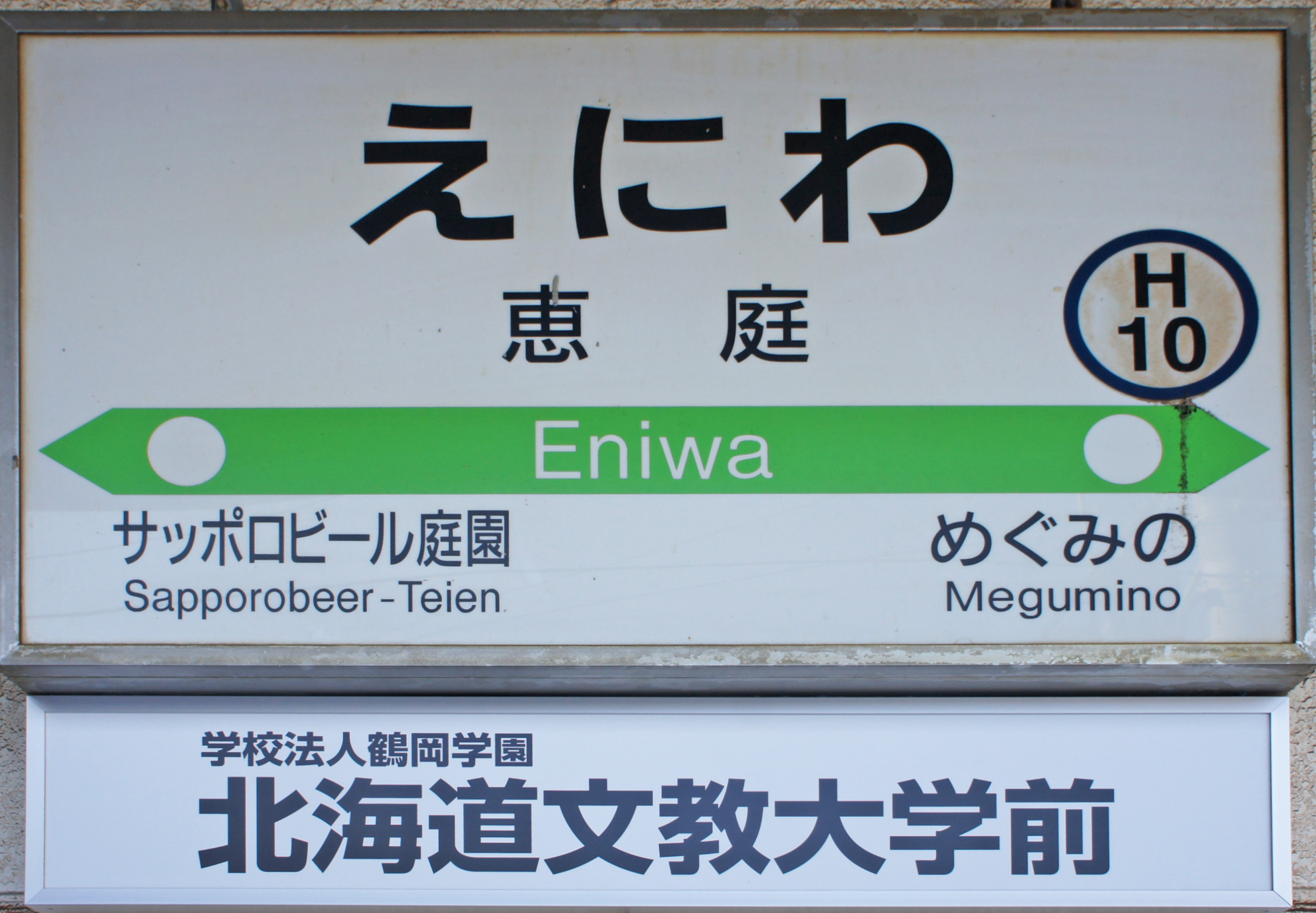
駅名標②（2020年3月）

## 利用状況
2022年（令和4年）度の1日平均乗車人員は6,772人で、JR北海道では10番目に利用者数が多い。近年の年度別乗車人員の推移は以下の通りである。なお、2001年（平成13年）度から2006年（平成18年）度の乗車人員の単位は百人、2007年（平成19年）度以降の乗車人員の単位は千人である。
| 年度               | 乗車人員 | 出典   |
| ------------------ | -------- | ------ |
| 2001年（平成13年） | 11,841   | [ 19 ] |
| 2002年（平成14年） | 14,016   | [ 19 ] |
| 2003年（平成15年） | 14,991   | [ 19 ] |
| 2004年（平成16年） | 16,053   | [ 19 ] |
| 2005年（平成17年） | 17,739   | [ 19 ] |
| 2006年（平成18年） | 18,998   | [ 20 ] |
| 2007年（平成19年） | 1,994    | [ 21 ] |
| 2008年（平成20年） | 2,072    | [ 21 ] |
| 2009年（平成21年） | 2,140    | [ 21 ] |
| 2010年（平成22年） | 2,239    | [ 21 ] |
| 2011年（平成23年） | 2,396    | [ 21 ] |
| 2012年（平成24年） | 2,460    | [ 22 ] |
| 2013年（平成25年） | 2,532    | [ 22 ] |
| 2014年（平成26年） | 2,567    | [ 22 ] |
| 2015年（平成27年） | 2,615    | [ 22 ] |
| 2016年（平成28年） | 2,639    | [ 22 ] |
| 2017年（平成29年） | 2,677    | [ 23 ] |
| 2018年（平成30年） | 2,672    | [ 24 ] |
| 2019年（令和元年） | 2,701    | [ 25 ] |
| 2020年（令和2年）  | 5,730    | [ 26 ] |
| 2021年（令和3年）  | 6,159    | [ 27 ] |
| 2022年（令和4年）  | 6,772    | [ 18 ] |

## 駅周辺
西口は恵庭市役所、恵庭市民会館、札幌法務局恵庭出張所、恵庭市交流プラザまなび館、アルファコート緑と語らいの広場（えにあす）への最寄口であり、東口は恵庭市総合体育館、北海道文教大学、北海道安全衛生技術センターへの最寄口になっている。西口周辺は土地区画整理事業と市街地再開発事業を一体的に施行し、恵庭市の玄関口にふさわしい「まちの顔」づくりを進めるとともに、交通の利便性を活かした都市機能の導入を目指している。2015年（平成27年）にアルファ恵庭駅西口再開発ビル（いざりえ）がオープンし、空中歩廊によって恵庭駅と直結している。
西口
- 千歳警察署恵庭駅前交番
- 道央農業協同組合（JA道央）相生支店
- サツラク農業協同組合恵庭事業所
- えにわコミュニティバス（ecoバス）「JR恵庭駅西口」停留所[28]
- ジェイアール生鮮市場 恵庭店
- 恵庭市立恵庭小学校

東口
- えにわ病院
- えにわステーションホテル
- えにわコミュニティバス（ecoバス）「JR恵庭駅東口」停留所[28]

## 隣の駅
北海道旅客鉄道（JR北海道）
■千歳線

長都駅 (H12) - *サッポロビール庭園駅 (H11) - 恵庭駅 (H10) - 恵み野駅 (H09)
*:一部の普通列車は、サッポロビール庭園駅を通過する。